# مسعود قوی‌بازو
مسعود قوی‌بازو (زاده ۲۹ شهریور ۱۳۷۵) کوراش‌کار اهل ایران است. وی علاوه بر قهرمانی در کشور، در سال ۲۰۲۲ به اردوی تیم ملی دعوت شد. از افتخارات وی می‌توان به کسب مدال طلا وزن ۹۰ کیلوگرم در مسابقات قهرمانی کوراش جهان ۲۰۲۲ اشاره کرد.

## افتخارات

### قهرمانی جهان
- کسب مدال برنز در مسابقات قهرمانی کوراش جهان در ترکمنستان ۲۰۲۳[۱۲]
- کسب مدال طلا در مسابقات قهرمانی کوراش جهان در هند ۲۰۲۲[۱۳][۱۴]

### قهرمانی آسیا
- کسب مدال طلا در مسابقات قهرمانی کوراش آسیا در تاجیکستان ۲۰۲۲[۱۵][۱۶]

### جام جهانی
- کسب مدال نقره در مسابقات جام جهانی قزاق کورسی در قزاقستان ۲۰۲۳[۱۷][۱۸]

### جایزه بزرگ
- کسب مدال طلا در اولین دوره مسابقات آسیایی جایزه بزرگ جام ریاست جمهوری تاجیکستان در سال ۲۰۲۳
- کسب مدال طلا در مسابقات جام نوروز تاجیکستان در سال ۲۰۲۳
- کسب مدال برنز در مسابقات جام نوروز تاجیکستان در سال ۲۰۲۴

### تورنمنت بین‌المللی
- کسب مدال نقره در تورنمنت بین‌المللی کوراش در گود زینل‌خان اسفراین در سال ۲۰۲۴[۱۹][۲۰]
- کسب مدال برنز در تورنمنت بین‌المللی کشتین‌گیری جام ریاست جمهوری در تاجیکستان ۲۰۲۴[۲۱]

### قهرمانی کشور
- کسب مدال طلا در مسابقات قهرمانی کوراش کشور در سال ۱۴۰۰[۲۲]

## تورنمنت‌ها
- مسابقات قهرمانی کوراش جهان در ترکمنستان ۲۰۲۳[۲۳][۲۴]
- مسابقات قهرمانی کوراش جهان در هند ۲۰۲۲[۲۵]
- مسابقات قهرمانی کوراش آسیا در تاجیکستان ۲۰۲۲[۲۶]
- مسابقات جام جهانی قزاق کورسی در قزاقستان ۲۰۲۳[۲۷]
- مسابقات جایزه بزرگ جام ریاست جمهوری تاجیکستان در سال ۲۰۲۳
- مسابقات جام نوروز تاجیکستان در سال ۲۰۲۳
- مسابقات جام نوروز تاجیکستان در سال ۲۰۲۴
- تورنمنت بین‌المللی کوراش در گود زینل‌خان اسفراین در سال ۲۰۲۴[۱۹][۲۸]
- تورنمنت بین‌المللی کشتین‌گیری جام ریاست جمهوری در تاجیکستان ۲۰۲۴[۲۹][۳۰]